# Indocypha catopta
Indocypha catopta là loài chuồn chuồn trong họ Chlorocyphidae. Loài này được Zhang, Hämäläinen & Tong mô tả khoa học đầu tiên năm 2010.